# 拉脱维亚苏维埃社会主义共和国
拉脱维亚苏维埃社会主义共和国，苏联歷史上的第十五個加盟共和国，設立當時為第十四個加盟共和國，卡累利阿-芬蘭被撤銷后為第十三個加盟共和國，简称拉脱维亚，位于东欧的波罗的海沿岸。
拉脫維亞原本是獨立國家，於1940年6月被蘇聯武力吞併，7月21日設立蘇維埃政府，8月5日成為蘇聯直轄的加盟共和國。

## 最高苏维埃主席团主席
- 奥古斯特·基兴施泰因（1940年8月25日—1952年4月11日）
- 卡利斯·奥佐林什（1952年4月11日—1959年11月27日）
- 扬·卡伦别尔津（1959年11月27日—1970年5月5日）
- 维塔利·鲁边（1970年5月5日—1974年8月20日）
- 彼得·斯特劳特马尼斯（1974年8月20日—1985年6月22日）
- 亚尼斯·瓦格里斯（1985年6月22日—1988年10月6日）
- 阿纳托利·戈尔布诺夫（1988年10月6日—1990年5月3日）

## 最高苏维埃主席
- 彼得·布里迪斯（1940年8月25日—1947年3月14日）
- 亚历山大·马齐西斯（1947年3月14日—1948年10月14日）
- 彼得·兹瓦格尼（1948年10月14日—1953年）
- 贾尼斯·瓦纳格斯（1957年6月5日—1963年3月20日）
- 彼得·瓦莱斯卡恩（1963年3月20日—1971年7月7日）
- 亚历山大·马尔梅斯特（1971年7月7日—1975年7月3日）
- 瓦莲京娜·克里比克（1975年7月3日—1985年3月29日）
- 亚历山大·德里祖尔（1985年3月29日—1989年7月27日）
- 阿纳托利·戈尔布诺夫（1989年7月27日—1993年7月6日）

## 部长会议主席
- 维利斯·拉齐斯（1940年8月25日－1959年11月27日）
- 亚尼斯·佩韦（1959年11月27日－1962年4月23日）
- 维塔利·鲁本（1962年4月23日－1970年5月5日）
- 尤里·鲁本（1970年5月5日－1988年10月6日）
- 维尔尼斯·埃德温·布雷西斯（1988年10月6日—1990年5月7日）